# Flugplatz Pukapuka

i7
i11
i13
Der Flugplatz Pukapuka (englisch Pukapuka Airport, IATA-Code: PZK, ICAO-Code: NCPK) ist der einzige Flugplatz des zu den Cookinseln gehörenden Atolls Pukapuka. Er befindet sich auf dem Motu Ko, der südlichsten Insel des Atolls.

## Geschichte und Anlage
Der Flugplatz Pukapuka wurde im Jahr 1993 auf der Insel Ko angelegt. Die parallel zur Küste in ungefähr west-östlicher Richtung verlaufende Start- und Landebahn ist mit verdichtetem Korallengrus präpariert und weist eine nutzbare Länge von 1385 Metern auf. Der Flugplatz verfügt weder über Landebahnbefeuerung noch über Navigations- oder Landehilfen.

## Betrieb
Der Flugplatz Pukapuka ist nicht für den Linienverkehr zugelassen. Die regionale Fluggesellschaft Air Rarotonga führt gelegentlich Charterflüge von und nach Pukapuka durch.